# Microselia rossica
Microselia rossica (лат.) — вид мух-горбаток (Phoridae). Паразитоиды муравьёв.

## Распространение
Россия: Ростовская область, Обливский район, пойменные леса.

## Описание
Мелкие мухи-горбатки, длина от 1,0 до 1,1 мм, тёмно-коричневого цвета (щупики, лабрум и ноги жёлтовато-коричневые). Длина крыльев 0,95—0,99 мм. От близких видов отличаются формой яйцеклада и морфометрией. Яйцеклад M. rossica имеет более резкое сужение на конце, тогда как яйцеклады других видов сужаются к концу более плавно. Задний край ножен яйцеклада у M. rossica более выпуклый и округлый, тогда как щитки остальных видов, за исключением M. forsiusi, сужаются к заднему краю, образуя угол, близкий к 90°. Обнаружены атакующими чёрных муравьёв-древоточцев (Camponotus vagus), которые на ветвях деревьев охраняли колонии тлей. В одном случае это была ива белая (Salix alba), а в другом алыча (Prunus cerasifera). Самки M. rossica следовали за бегущими рабочими C. vagus и теми, кто сидел возле колонии тлей. Фориды летали в 1-2 см над брюшком муравья, пытаясь сесть на него. Когда муха садилась на муравья, рабочий пытался стряхнуть ее задними ногами. Атака мухи длилась около 5—8 секунд. После 3-4 неудачных попыток форида улетала и пыталась отложить яйцо в следующего рабочего муравья. Иногда мухи сидели на коре в течение 1-2 минут, ожидая, когда муравей пройдет мимо. Мухи не выбирали ни самых больших, ни самых маленьких рабочих, а также раненых. Они были активны до 8 часов вечера и исчезали после захода солнца.